# تیمور کوران

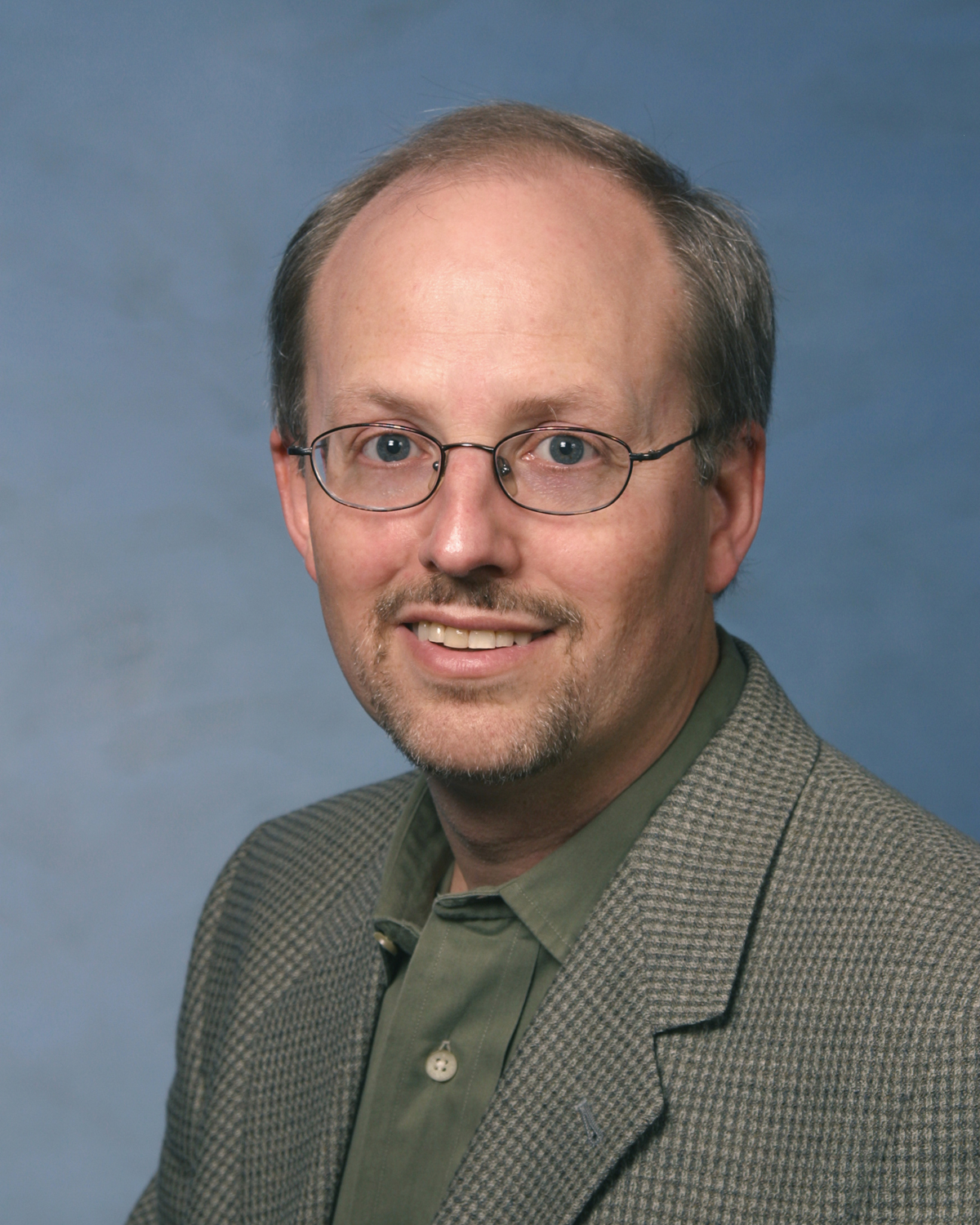
تیمور کوران در سال ۲۰۰۳

تیمور کوران (متولد ۱۹۵۴)(۱۳۳۳خ) اقتصاددان و دانشمند علوم سیاسی ترک-آمریکایی است که در حال حاضر به عنوان استاد اقتصاد و علوم سیاسی و همچنین استاد «مطالعات اسلامی خانواده گورتر» در دانشگاه دوک فعالیت می‌کند. پژوهش‌های او بین رشته‌های اقتصاد، علوم سیاسی، تاریخ و حقوق قرار دارد. 

## کودکی و آموزش
کوران در سال ۱۹۵۴ (۱۳۳۳) در شهر نیویورک متولد شد، جایی که والدینش دانشجوی دوره تحصیلات تکمیلی در دانشگاه ییل بودند. آن‌ها به ترکیه بازگشتند و او سال‌های اولیه کودکی خود را در آنکارا گذراند، آنجا پدرش، عبدالله کوران، در دانشگاه فنی خاورمیانه تدریس می‌کرد. خانواده کوران در ۱۹۶۹ (۱۳۴۸) به استانبول نقل مکان کردند و پدرش به هیئت علمی کالج رابرت پیوست؛ مؤسسه‌ای که بخش آموزش عالی آن در سال ۱۹۷۱ به دانشگاه بغازیچی تبدیل شد. 
کوران تحصیلات متوسطه خود را در استانبول به پایان رساند و در سال ۱۹۷۳ (۱۳۵۲) از کالج رابرت فارغ‌التحصیل شد. سپس به تحصیل در رشته اقتصاد در دانشگاه پرینستون پرداخت و در سال ۱۹۷۷ (۱۳۵۶) با رتبه magna cum laude فارغ‌التحصیل شد. او دکترای خود را تحت راهنمایی کِنِت ارو در دانشگاه استنفورد دریافت کرد. 

## فعالیت دانشگاهی
کوران بین سال‌های ۱۹۸۲ تا ۲۰۰۷ (۱۳۶۱ تا ۱۳۸۶) در دانشگاه کالیفرنیای جنوبی تدریس کرد و از ۱۹۹۳ (۱۳۷۲) کرسی استادی «اندیشه و فرهنگ اسلامیِ ملک فیصل» را در اختیار داشت. او در سال ۲۰۰۷ به دانشگاه دوک پیوست و به عنوان استاد «مطالعات اسلامی خانواده گورتر» با انتصاب مشترک در دانشکده‌های اقتصاد و علوم سیاسی فعالیت خود را ادامه داد.
سمت‌های پژوهشی مهم کوران: مؤسسه مطالعات پیشرفته (۱۹۸۹–۱۹۹۰)(۱۳۶۸ و ۱۳۶۹)، دانشکده کسب‌وکار دانشگاه شیکاگو (۱۹۹۶–۱۹۹۷)(۱۳۷۵و۱۳۷۶)، دانشکده اقتصاد دانشگاه استنفورد (۲۰۰۴–۲۰۰۵)(۱۳۸۳و۱۳۸۴)، و دانشکده حقوق دانشگاه ییل (۲۰۲۰)(۱۳۹۹). 
کوران از ۲۰۰۸ تا ۲۰۱۴ (۱۳۸۷ تا ۱۳۹۳) عضو کمیته اجرایی انجمن بین‌المللی اقتصاد بود. او یکی از اعضای بنیان‌گذار «انجمن آموزش تحلیلی درباره اسلام و جوامع مسلمان» (AALIMS) است و از زمان تأسیس آن در سال ۲۰۱۱(۱۳۹۰)، مدیریت این انجمن را بر عهده داشته است.
کوران سردبیر بنیان‌گذار مجموعه کتاب‌های Economics, Cognition, and Society: اقتصاد، شناخت و جامعه انتشارات دانشگاه میشیگان بود (۱۹۸۹–۲۰۰۶)(۱۳۶۸تا۱۳۸۵). از سال ۲۰۰۹(۱۳۸۸)، او یکی از ویراستاران مجموعه مطالعات کمبریج در Economics, Choice, and Society:  اقتصاد، انتخاب و جامعه انتشارات دانشگاه کمبریج بوده است، که با همکاری پیتر بوتکه بنیان گذاشت. همچنین، از سال ۲۰۱۷(۱۳۹۶)، او به‌عنوان یکی از ویراستاران نشریه Comparative Economics: اقتصاد تطبیقی فعالیت می‌کند.
کوران از حامیان آزادی بیان در داخل و خارج از محیط دانشگاهی است. در سال ۲۰۲۱، او یکی از اعضای بنیان‌گذار Academic Freedom Alliance ائتلاف آزادی دانشگاهی (AFA) شد. در سال ۲۰۲۲، او به شورای مشورتی بنیاد حقوق و بیان فردی (FIRE) پیوست.

## محورهای پژوهش‌ها
چهار موضوع برجسته در پژوهش‌های کوران دیده می‌شود: تحریف ترجیح، نقش نهادهای اسلامی در عمل‌کرد اقتصادی خاورمیانه، دستور کار اقتصادی اسلام‌گرایی معاصر، و میراث سیاسی نهادهای اسلامی در خاورمیانه. سه موضوع آخر از علاقه او به گردآوری اسناد عثمانی و ترکی بهره می‌برند.

### ۱. تحریف ترجیح (Preference falsification)
کوران واژه تحریف ترجیح را در مقاله‌ای در سال ۱۹۸۷ (۱۳۶۶) معرفی کرد تا عملی را توصیف کند که در آن افراد خواسته‌های خود را تحت فشار اجتماعی، به اشتباه نشان می‌دهند. در این فرآیند افراد ترجیحات فردی‌ را با آنچه از نظر اجتماعی قابل قبول یا از نظر سیاسی مفید به نظر می‌رسد، جای‌گزین می‌کنند. بیان کلی استدلال او در کتاب «Private Truths, Public Lies: The Social Consequences of Preference Falsification: حقیقت‌های خصوصی، دروغ‌های عمومی: پیامدهای اجتماعی تحریف ترجیح» آمده است. این کتاب در سال ۱۹۹۵ (۱۳۷۴) توضیح می‌دهد که چگونه تحریف ترجیح تصمیمات جمعی را شکل می‌دهد، تغییرات ساختاری را هدایت می‌کند، دانش انسانی را تحریف می‌کند و امکانات سیاسی را پنهان می‌سازد.
مقاله‌ای در آوریل ۱۹۸۹(فروردین ۱۳۶۸) از کوران با عنوان «Sparks and prairie fires: A theory of unanticipated political revolution: جرقه‌ها و آتش‌سوزی‌های دشت: نظریه انقلاب‌های سیاسی پیش‌بینی‌نشده»، انقلاب فرانسه (۱۷۸۹)، انقلاب روسیه (۱۹۱۷) و انقلاب ایران (۱۹۷۹) را به‌عنوان نمونه‌هایی از روی‌دادهایی که جهان را شگفت‌زده کردند معرفی کرده و توضیح می‌دهد چگونه تحریف ترجیح، همراه با وابستگی‌های متقابل ترجیحات بیان‌شده عمومی، مانع از پیش‌بینی زمین‌لرزه‌های سیاسی می‌شود که بعدها به‌راحتی قابل توضیح هستند. پس از انقلاب‌های اروپای شرقی در اواخر ۱۹۸۹ (۱۳۶۸)، کوران توضیح داد که چرا کارشناسان باتجربه بلوک کمونیستی غافلگیر شدند. او پیشنهاد می‌کند که انقلاب‌های سیاسی و تغییرات عمده در افکار عمومی بارها و بارها جهان را شگفت‌زده خواهند کرد، زیرا مردم تحت فشار اجتماعی تمایل دارند که گرایش‌های سیاسی خود را پنهان کنند.
کوران از نظریه خود برای روشن ساختن ماندگاری کمونیسم در اروپای شرقی با وجود ناکارآمدی‌های آن، دلیل پابرجایی سیستم کاستی در هند با گذشت هزاران سال، بروز تحولات نژادی در آمریکا، تشدید درگیری‌های قومی از طریق فرآیندی خود تقویت‌ کننده که در آن نمادهای قومی اهمیت می‌یابند، و همچنین بروز هیستریای جمعی در برابر خطرات جزئی و قطبی‌شدن آمریکا استفاده کرده است.

### ۲. اسلام و عملکرد اقتصادی خاورمیانه
در دهه ۱۹۹۰(۱۳۷۰)، تیمور کوران با بررسی نقش شریعت در مسیر اقتصادی خاورمیانه از آغاز اسلام تا امروز، استدلال کرد که نهادهای اقتصادی اولیه اسلامی با شرایط جهانی آن دوره سازگار بودند و این منطقه را به قطب پیشرفت تبدیل کردند. اما برخلاف اروپای غربی، تحولات ساختاری مشابهی را تجربه نکردند. در کتاب «The Long Divergence: How Islamic Law Held Back the Middle East: انحراف طولانی: چگونه قانون اسلامی خاورمیانه را عقب نگه داشت»، او عوامل بازدارنده را برمی‌شمرد:
1. قوانین شرعی ارث که با توزیع و تقسیم اجباری میراث، انباشت سرمایه را محدود کرد.
2. نبود نهادهای مشارکتی/شرکتی که توسعه سازمانی و کارآفرینی را سست نمود.
3. پایداری نهادهای قدیمی که با وجود حل مشکلات دوران اولیه مسلمانان، به مانعی در برابر مدرن‌سازی تبدیل شدند.[۱۵]

کوران تأکید میکند که اگر محافظه‌کاری، تنها عامل عقب‌ماندگی مسلمانان خاورمیانه بود، اصلاحات در حوزه‌هایی مانند نظامی و مالی (که پیوسته صورت گرفت) نیز متوقف میشد. این نشان‌دهنده «تله نهادی» است، نه صرفاً سنت‌گرایی. اگرچه نهادهای اسلامی امروز مستقیماً مانع رشد نیست، میراث آن‌ها شامل فساد، خویشاوندسالاری و بی‌اعتمادی به نهادهای مدرن همچنان چالش‌های جدی ایجاد می‌کند.
پشتوانه پژوهش کوران، داده‌های آرشیوی از دادگاه‌های اسلامی استانبول (قرن ۱۷ میلادی) است که در مجموعه‌ای ۱۰ جلدی منتشر شده‌اند.

### ۳. کارکردهای اقتصاد اسلامی
کوران به بررسی خاستگاه، منطق و برنامه‌های اقتصاد اسلامی پرداخته است، مکتبی که مدعی ارائه جایگزینی برای سرمایه‌داری و سوسیالیسم است. این مکتب شامل ایجاد نهادهای مالی اسلامی برای اجتناب از ربا، ترویج هنجارهای رفتاری اسلامی و سیستم‌های ضد فقر الهام‌گرفته از زکات در عربستان قرن هفتم است.
او استدلال می‌کند که اقتصاد اسلامی فاقد انسجام و بی‌ارتباط با چالش‌های معاصر است. اجرای آن تأثیر قابل‌توجهی بر کارایی، اعتماد یا کاهش فقر نداشته و هدف اصلی‌اش نه بهبود اقتصادی، بلکه تقویت هویت اسلامی بوده است. این مکتب با ایجاد توهم امکان اداره اقتصاد بر اساس قوانین اسلامی، به اسلام‌گرایی جهانی خدمت کرده است.
کتاب «slam and Mammon: The Economic Predicaments of Islamism: اسلام و مامون: مشکلات اقتصادی اسلام‌گرایی» تحلیل جامعی از دیدگاه کوران ارائه می‌دهد. او نشان می‌دهد که بانک‌های اسلامی عملاً با ترفندهایی ربا را به‌عنوان بازدهی بر ریسک جلوه می‌دهند و تفاوت عملی با بانک‌های متعارف ندارند. او همچنین معتقد است که سیستم‌های مدرن زکات بیشتر منابع را درون طبقه متوسط جابه‌جا می‌کنند یا از فقرا به ثروتمندان انتقال می‌دهند.
کوران، با پیروی از فضل‌الرحمن، معتقد است که اقتصاد اسلامی نقش اولیه نهادهای قرآنی را اشتباه درک کرده است. او درباره مشروعیت ربا در اسلام، کارکردهای تاریخی و نسخه‌های مدرن زکات و کارت‌های اعتباری اسلامی نیز نوشته است.

### ۴. اسلام و عملکرد سیاسی خاورمیانه
کوران با تمرکز بر تاریخ نهادی خاورمیانه، به این پرسش پرداخته است که چرا دولت‌های مدرن این منطقه عمدتاً استبدادی هستند و در شاخص‌های جهانی آزادی عملکرد ضعیفی دارند. او سه نهاد اسلامی را در این زمینه مؤثر می‌داند.
1. نظام مالیاتی اولیه اسلام، که برای مهار دولت طراحی شده بود، ظرف چند نسل کنار گذاشته شد. [۳۳]
2. وقف اسلامی (در شکل سنتی خود، نه وقف مدرن که یک شرکت محسوب می‌شود) موجب ضعف جامعه مدنی شد، زیرا مشارکت سیاسی و اقدام جمعی از پایین را محدود کرد.[۳۴]
3. بنگاه‌های تجاری خصوصی کوچک و ناپایدار باقی ماندند و نتوانستند ائتلاف‌های باثباتی برای چانه‌زنی با دولت تشکیل دهند. [۳۵]

### ۵. اسناد عثمانی و ترکی
تیمور کوران در ابتدا به جمع‌آوری تمبرهای پستی علاقه داشت، اما بعدها تمرکزش به حوزه‌های کمتر مطالعه‌شده مانند تاریخ پستی، تمبرهای مالیاتی، و اسناد عثمانی و ترکیه‌ای مرتبط با نوسازی اقتصادی و مدنی معطوف شد. مجموعه‌های او شامل موضوعاتی مانند تمبرهای مالیاتی، اشغال‌های عثمانی، چاپ و نشر، بانکداری، آموزش و لاتاری‌ها است که به پژوهش‌های او درباره نوسازی عثمانی و ترکیه کمک می‌کنند. او همچنین با مهمت آکان جلد نخست یک سه‌گانه درباره تاریخ پستی ترکیه را تألیف کرده است.

## ترجمه به فارسی
1. شکاف عمیق در خاورمیانه، مترجم: سیدمهدی میرحسینی، لندن، نشر مهری، ۱۳۹۸.[۳۷]
2. حقایق نهان، دروغ‌های عیان: پیامدهای اجتماعی تحریف ترجیح، مترجم: حامد بهشتی، ویراستار، سیدعلیرضا بهشتی شیرازی، تهران، نشر روزنه، ۱۳۹۹.[۳۸][۳۹]
3. «اس‍لام‌ و ت‍وس‍ع‍ه‌ن‍ی‍اف‍ت‍گ‍ی‌: ب‍ازن‍گ‍ری‌ ی‍ک‌ م‍ع‍م‍ای‌ دی‍ری‍ن‍ه‌»، مترجم: یدالله دادگر، فصلنامه نقد و نظر، شماره ۹، زمستان ۱۳۷۵.[۴۰]
4. «انکار اولویت ها»، مترجم: جعفر خیرخواهان، نشریه چشم انداز ایران دی و بهمن ۱۳۸۹ شماره ۶۵.[۴۱]
5. «بحران تجاری کشورهای اسلامی: ریشه های نهادی توسعه نیافتگی اقتصادی در خاورمیانه»، مترجم: فریبا مومنی، نشریه دین و اقتصاد، ۱۳۸۶ شماره ۳ و ۴.[۴۲]
6. «توسعه اقتصادی»، همراه با ناجنت، مترجم: سید حسین میرجلیلی، دائره المعارف جهان نوین اسلام،سرویراستار: جان اسپوزیتو، نشر کنگره و نشر کتاب مرجع، تهران، ۱۳۸۸.[۴۳]
7. «بهره»، مترجم: سید حسین میرجلیلی، دائره المعارف جهان نوین اسلام،سرویراستار: جان اسپوزیتو، نشر کنگره و نشر کتاب مرجع، تهران، ۱۳۸۸.[۴۴]